# Lane Townsend
Lane Townsend ist ein US-amerikanischer Theater- und Filmschauspieler.

## Leben
Townsend machte seinen Associate of Arts in Schauspiel am American Film Institute, später seinen Bachelor of Arts Degree im selben Fach am Adam Hill Actors Studio. Er gehört der Schauspieler-Gewerkschaft SAG-AFTRA an. Im Theaterschauspiel übernimmt er kleinere und größere Rollen. So verkörperte er im Stück Dracula an der Elemental Theatre Productions in San Diego die titelgebende Hauptrolle des Draculas. Er debütierte 2011 im Kurzfilm Lane Townsend als Schauspieler. In den nächsten Jahren folgten weitere Besetzungen in Kurzfilmen, aber auch Episodenrollen in verschiedenen Fernsehserien. Townsend gehörte auch häufig zum Cast von B-Movies oder Mockbustern wie 2014 in World of Tomorrow – Die Vernichtung hat begonnen oder 2015 in San Andreas Quake – Los Angeles am Abgrund. 2015 spielte er im B-Movie Marsland – Kein Ort zum Überleben die Hauptrolle des Dr. Foster.

## Filmografie (Auswahl)
- 2011: Lane Townsend (Kurzfilm)
- 2013: Dead on Arrival
- 2013: The Bride
- 2014: Identity Confirmed (Fernsehfilm)
- 2014: Coast Mafia
- 2014: The Choice (Kurzfilm)
- 2014: Hotel Secrets & Legends (Fernsehserie, Episode 1x11)
- 2014: World of Tomorrow – Die Vernichtung hat begonnen (Age of Tomorrow)
- 2014: At the Maple Grove
- 2014: As the World Burns (Kurzfilm)
- 2015: San Andreas Quake – Los Angeles am Abgrund (San Andreas Quake)
- 2015: The Convicted (Kurzfilm)
- 2015: Marsland – Kein Ort zum Überleben (Martian Land)
- 2015: Adaline
- 2016: Pull Away (Kurzfilm)
- 2016: True Nightmares (Fernsehserie, Episode 2x05)
- 2018: Irregardless (Kurzfilm)
- 2018: The Interrogation (Fernsehserie)
- 2019: Bar None (Kurzfilm)
- 2020: Intercessors
- 2020: Finding Love in Quarantine (Fernsehserie, Episode 1x02)
- 2020: White Terror
- 2021: Finding Love in Quarantine: The Movie
- 2021: haRm (Kurzfilm)
- 2023: How to Cry on Command (Kurzfilm)

## Theater (Auswahl)
- Dark Side of the Moon Next (Stage Theatre)
- Dracula (Elemental Theatre Productions)
- Othello (The Charlens Company)
- Fuente Ovejuna (Cal. State University)
- The Insanity of Mary Girard (Cal. State University)
- The Fifth of July (Drake Theatre)
- Mud (Drake Theatre)